# Angi Domdey
Angi Domdey (* 1950 in Wetzlar) ist eine deutsche Jazzsängerin und Liedermacherin; sie zählte bereits in jungen Jahren zu den renommierten Jazz- und Bluessängerinnen in Deutschland.

## Leben und Wirken
Domdey begann ihre Karriere mit 15 Jahren als Frontsängerin der Skiffle- und Folkband Worried Skiffle Gamblers in ihrer Geburtsstadt. Auf dem Hamburger Skiffle-Festival wurde sie gleich als zweimal beste Vokalistin ausgezeichnet. So zog sie die Aufmerksamkeit der Barrelhouse Jazzband auf sich; Domdey trat zwischen 1966 und 1976 gemeinsam mit der Barrelhouse Jazzband auf, mit der sie auch international auf Tourneen war. „Hey girl, you're a good singer,“ attestierte ihr (nach eigenen Angaben) Louis Armstrong beim Jazzfestival 1968 in New Orleans.
Nach Ende des Studiums und Umzug nach Hamburg wechselte sie das Genre, um 1977 als Liedermacherin mit der von ihr gegründeten erfolgreichen Frauenband Schneewittchen tätig zu werden; vier Alben erschienen bis 1981 mit dieser Band. Ihr Song „Unter dem Pflaster liegt der Strand“ wurde von Kick La Luna gecovert und gilt als Klassiker. In den 1980er Jahren gab sie Konzerte in der Friedensbewegung; mit der Schriftstellerin Margot Schroeder und der Lyrikerin  Hildegard Wohlgemuth gründete sie das Projekt „Drei Frauen für den Frieden“.
Anschließend war sie als Musikpädagogin und Leiterin des kreativen Ferien- und Seminarhauses La Plaine in der Provence aktiv und trat mit der französischen Band French Connection in  Frankreich und Deutschland, aber auch mit Herb Geller/Bob Degen und den Swing Messengers auf. 
Seit 2007 lebt sie wieder in Deutschland, diesmal in Berlin, wo sie auch an der Filmschauspielschule Berlin unterrichtete. Daneben sang sie als Solistin in Gospelchören und im Duo mit den Pianisten Stefan Zebe und später Lionel Haas. Ab 2010 trat sie mit eigener Band auf.

## Diskographische Hinweise
- Barrelhouse Jazzband Talking Hot (1966)
- Barrelhouse Jazzband, Michael Sell Trio & Heinz Sauer Hot and Free (1973)
- Barrelhouse Jazzband & Angi Domdey (1973)
- Barrelhouse Jazzband & Angi Domdey Travelling Blues (1976)
- Wallace Davenport / Angi Domdey Featuring Jazz Band Ball Orchestra (1977)
- Schneewittchen  Zerschlag Deinen Gläsernen Sarg (Frauenmusik – Frauenlieder)  (1978)
- Pazifistin bin ich: Lieder für den Frieden (1981)